# Университатя (баскетбольный клуб, Клуж-Напока)
«Университатя» — румынский профессиональный баскетбольный клуб из города Клуж-Напока. Является частью одноименного спортивного общества. По спонсорским причинам в данный момент используется название «У-Мобителко». 5-кратный чемпион Румынии.

## Награды
- Чемпион Румынии (7 раз) — 1992, 1993, 1996, 2011, 2017, 2021, 2022
- Серебряный призер чемпионата Румынии (7 раз) — 1959, 1962, 1991, 1994, 2006, 2008, 2010
- Бронзовый призер чемпионата Румынии (13 раз) — 1960, 1963, 1966, 1967, 1970, 1973, 1976, 1977, 1978, 1995, 1999, 2007, 2019
- Обладатель Кубка Румынии (5 раз) — 1995, 2016, 2017, 2018, 2020
- Финалист Кубка Румынии (1 раз) — 2006
- Обладатель Суперкубка Румынии (3 раз) — 2016, 2017, 2021

## Сезоны
| Сезон   | Лига       | Уровень | РЧ | Плей-Офф | Еврокубки                    |
| ------- | ---------- | ------- | -- | -------- | ---------------------------- |
| 2010-11 | Дивизион А | 1       | 2  | Чемпион  | -                            |
| 2011-12 | Дивизион А | 1       | -  | -        | Групповой этап Еврочелленджа |